# Neuvy-le-Roi
Neuvy-le-Roi es una comuna francesa, ubicada en el departamento (provincia) de Indre y Loira y la región de Centro (Centre).
Sus habitantes son llamados los Noviciens.

## Administración
- cantón

## Demografía
| 1206 | 1096 | 1060 | 992 | 1001 | 1107 |
| Para los censos de 1962 a 1999 la población legal corresponde a la población sin duplicidades (Fuente: INSEE [Consultar]) |      |      |     |      |      |

## Lugares y monumentos
- Señorío del Rouvre.
- Señorío Thivinière.
- Señorío Chapronnière.
- Señorío Cave.
- Castillo Beaulieu.
- Castillo Martinerie.